# Sanford (Mondkrater)
Sanford ist ein Einschlagkrater auf der Mondrückseite mit einem Durchmesser von 55 Kilometern. Er liegt im Südsüdosten von Klute und im Westnordwesten von Teisserenc. Der Krater wurde 1970 von der IAU nach dem US-amerikanischen Astronomen Roscoe Frank Sanford offiziell benannt.
| Buchstabe | Position            | Durchmesser | Link |
| --------- | ------------------- | ----------- | ---- |
| C         | 33,89° N, 137,34° W | 18 km       |      |
| T         | 32,41° N, 143,69° W | 43 km       |      |
| W         | 33,42° N, 140,57° W | 38 km       |      |
| Y         | 33,54° N, 139,62° W | 21 km       |      |